# Francesc Masriera

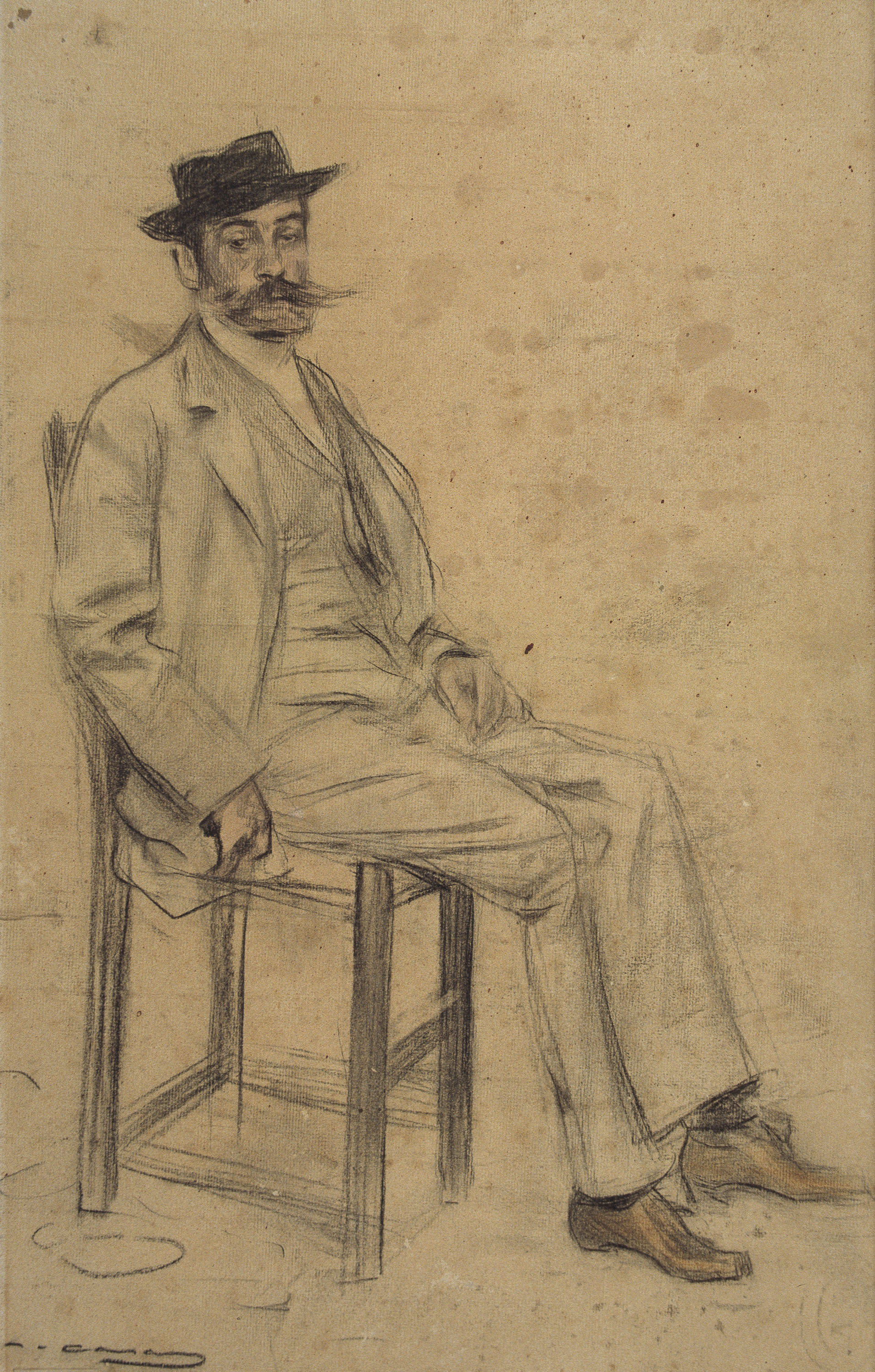
Masriera, door Ramon Casas.

Francesc (of Francisco) Masriera i Manovens (Barcelona, 21 oktober 1842 - aldaar, 15 maart 1902) was een Spaans kunstschilder en keramist. Hij werkte in een academische stijl en maakte ook naam met een aantal oriëntalistische werken.

## Leven en werk
Masrierawas de zoon van kunstschilder en goudsmid Josep Masriera, die hem al vroeg stimuleerde in zijn voetsporen te treden. In 1867 vertrok hij samen met zijn oudste broer Josep naar Parijs, waar ze onder andere studeerden bij Alexandre Cabanel. Ook bezocht hij Londen, waar hij onder de indruk kwam van het werk van James McNeill Whistler. Hij maakte snel naam als portrettist en werkte in een door het estheticisme beïnvloedde academische stijl. In 1870 verbleef hij een poos in Genève, opnieuw samen met zijn broer, waar ze de kunst van het glazuren verder perfectioneerden. Later vestigde hij zich een tijdlang in Rome, waar hij aandacht trok met een aantal oriëntalistische werken. Rond 1880 keerde hij terug naar Spanje, waar hij belangrijke opdrachten kreeg en onder andere leden van de Koninklijke familie portretteerde.
In 1889 won Masriera een medaille tijdens de wereldtentoonstelling in Parijs. In zijn latere leven speelde hij een vooraanstaande rol in het Catalaanse culturele leven. Hij overleed in 1902, 59 jaar oud. Zijn werk is onder andere te zien in het Museu Nacional d'Art de Catalunya te Barcelona en het Museo Nacional del Prado te Madrid. Zijn zoon Lluís Masriera i Rosés (1872-1958) werd later een vooraanstaande Postimpressionistisch kunstschilder.

## Galerij

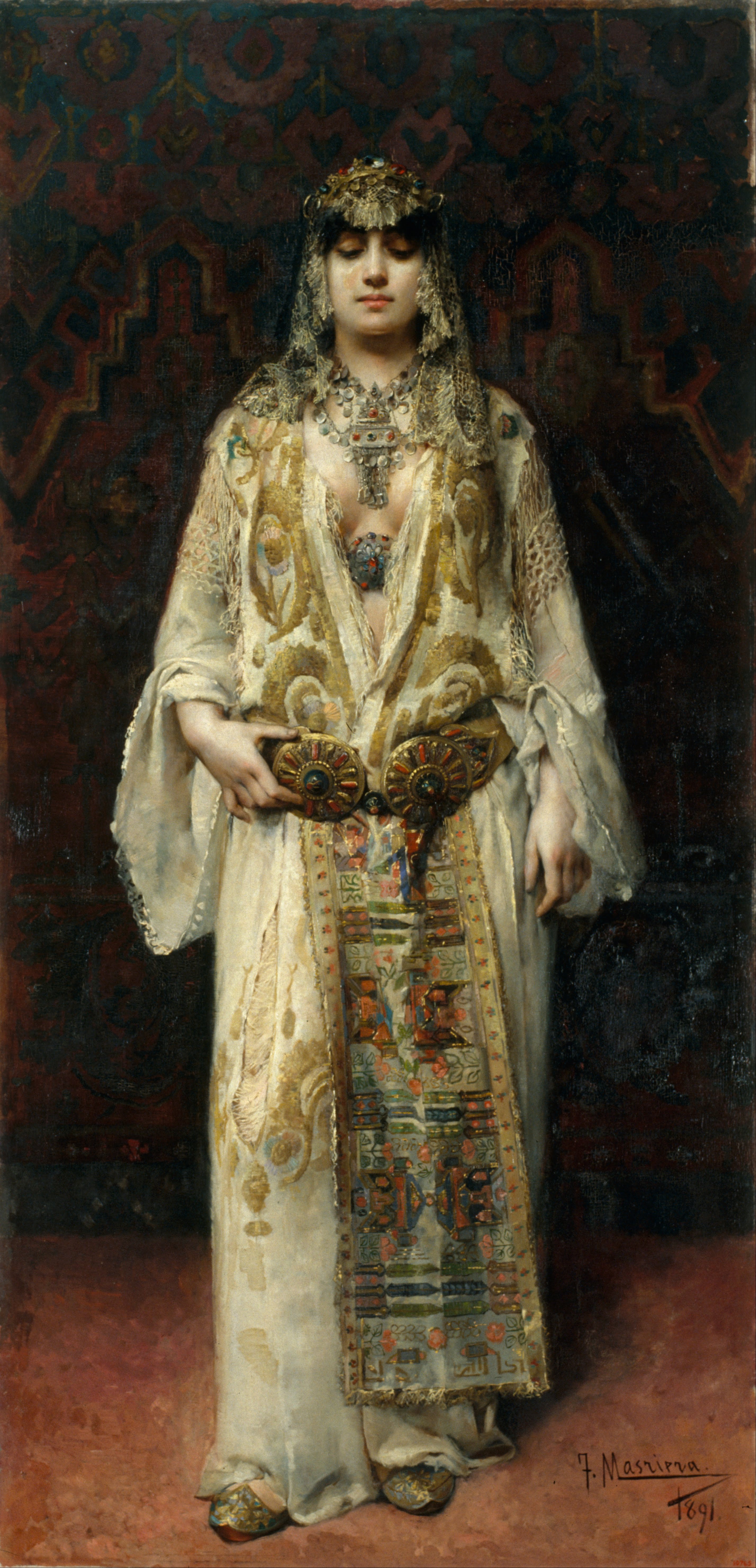
In aanwezigheid van de meester
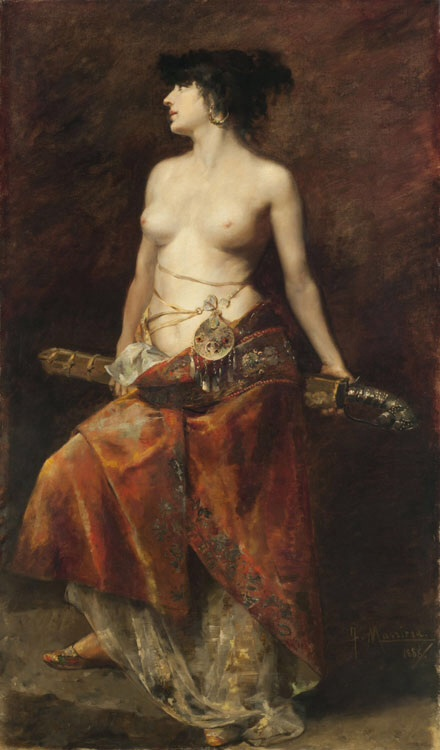
Salome
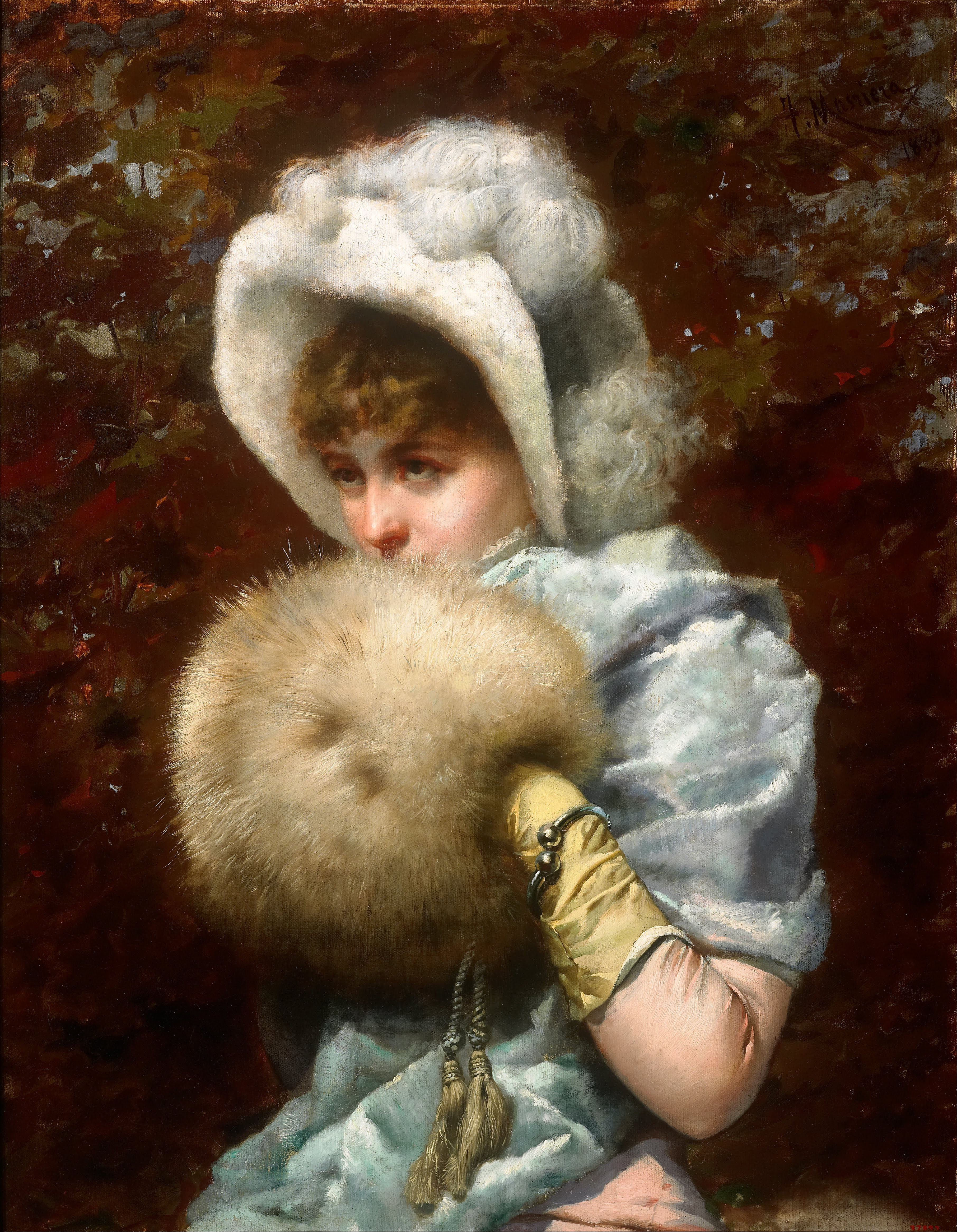
Winter
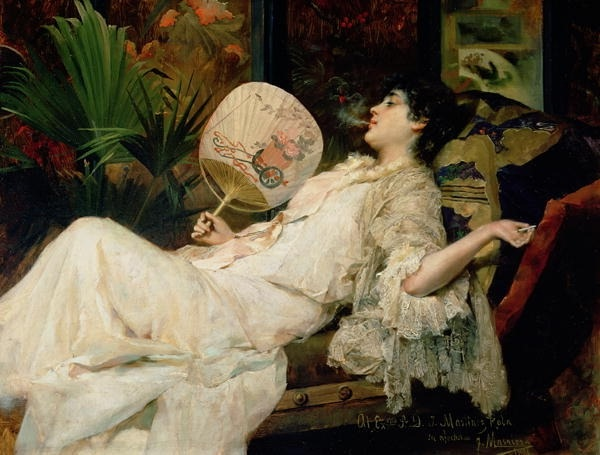
Caixa
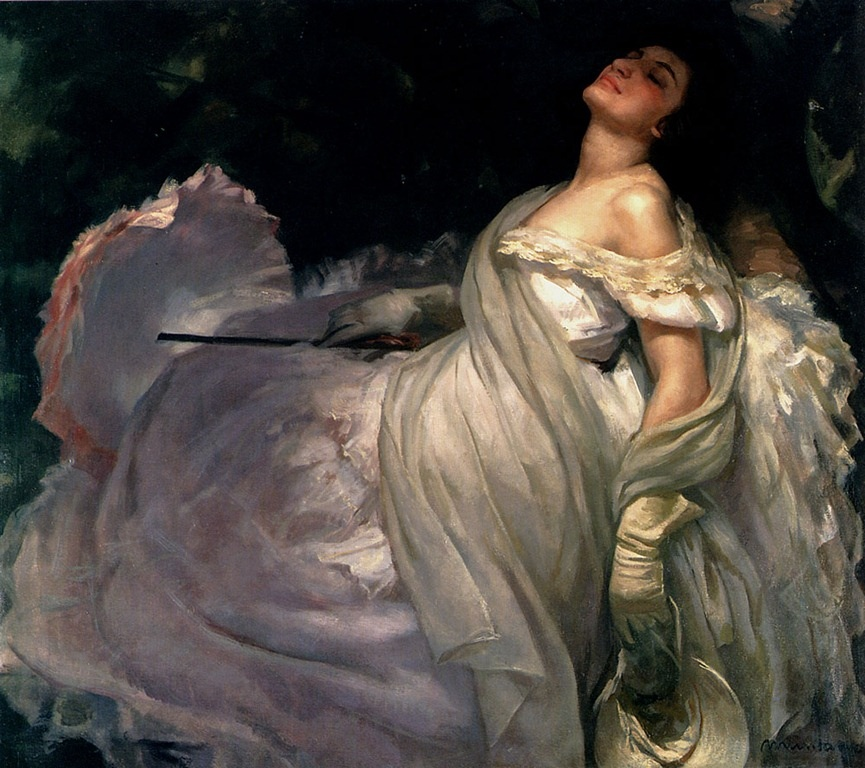
Rustende dame

## Noot
1. ↑  De werken van Francesc Masriera en zijn zoon Lluís worden op het internet nog al eens door elkaar gehaald.

- Biblioteca Nacional de España: XX1522541
- Bibliothèque nationale de France: cb13180771v (data)
- Catàleg d'autoritats de noms i títols de Catalunya: 981058527576806706
- Gemeinsame Normdatei: 119499398
- International Standard Name Identifier: 0000 0000 6677 582X
- Library of Congress Control Number: n97035170
- RKD-Nederlands Instituut voor Kunstgeschiedenis: 53120
- Système universitaire de documentation: 035308915
- Union List of Artist Names: 500037554
- Virtual International Authority File: 52500632
- WorldCat: E39PBJfWWTyGHYP7vxvBgygBT3